# Attentato di Beit Hanan
Il 29 agosto 1955, una squadra di fedayyin palestinesi effettuò un attacco con armi da fuoco in Israele vicino al villaggio di Beit Hanan. Quattro civili israeliani rimasero uccisi nell'attacco e altre 10 persone rimasero ferite.

## L'attacco
Lunedì sera, 19 agosto 1955, una squadra di fedayyin palestinesi si infiltrò in Israele dall'Egitto. I militanti raggiunsero i frutteti di Beit Hanan, a circa 12-15 miglia a nord della Striscia di Gaza, dove spararono e pugnalarono a morte un gruppo di lavoratori civili israeliani che stavano lavorando nei campi, uccidendo quattro persone e ferendone dieci.

### Vittime
- Judah Hajbi, 51 anni, di Ness Ziona;[1]
- Shalom Sa'id, 26 anni, di Ness Ziona;[2]
- Na'im Yonah Eini, 23 anni, di Ness Ziona;[3]
- Abraham Radia, 46 anni, di Rishon LeZion.[4]